# Александрійський тип тексту

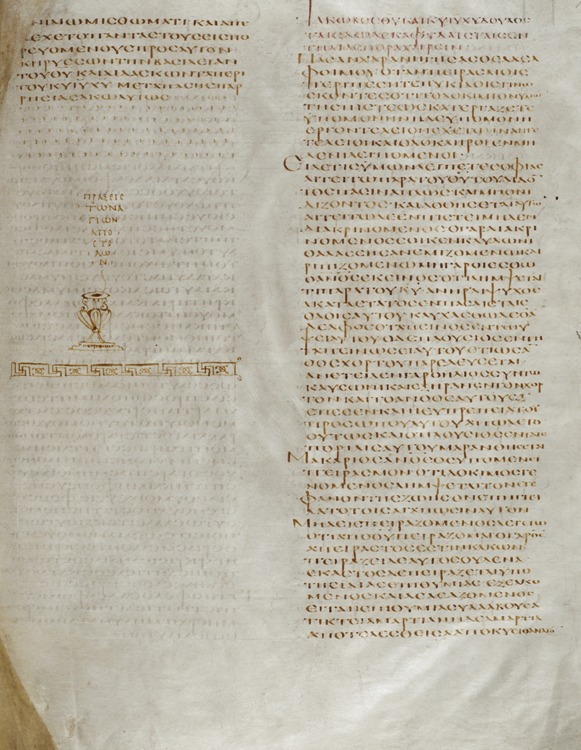
Кінець книги Діянь апостолів (Folio 76r) з Александрійського кодексу, який характеризується Візантійським типом тексту в Євангеліях і Александрійським типом тексту в інших книгах Нового Заповіту

Александрійський тип тексту (також нейтральний або Єгипетський) — один з чотирьох головних типів новозавітного тексту. Основні рукописи цього типу датуються кінцем II століття (p 66, p 75).
Александрійський тип тексту використовується для перекладів на діалекти коптської мови (саїдський переклад, бохейрський переклад), цитують Климент Александрійський, Ориген (частково).
Рукописи з александрійським типом тексту:
| Позначення | Назва                        | Дата    | Рукопис включає            |
| p66        | Bodmer II                    | бл. 200 | Євангеліє                  |
| p46        | Chester Beatty II            | бл. 200 | Послання Павла             |
| p72        | Bodmer VII/VIII              | III/IV  | 1-2 Петра; Юди             |
| p75        | Bodmer XIV–XV                | III     | фрагменти Лука — Іван      |
| ﬡ          | Синайський кодекс            | 325-350 | Новий Заповіт              |
| B          | Ватиканський кодекс          | 325-350 | Матвій — до Євр. 9, 14     |
| A          | Александрійський кодекс      | бл. 400 | (крім Євангелій)           |
| C          | Кодекс Єфрема                | V       | (крім Євангелій)           |
| Q          | Вольфенбюттельський кодекс B | V       | фрагменти Лука — Іван      |
| T          | Кодекс Борджіа               | V       | фрагменти Лука — Іван      |
| Z          | Дублінський кодекс           | VI      | фрагменти Матв.            |
| L          | Королівський кодекс          | VIII    | Євангеліє                  |
| 33         | —                            | IX      | Новий Заповіт (без О'бяв.) |
| 2427       | —                            | XIII    | Марко                      |

Інші рукописи
Папірус 1
Санкт-галенський кодекс (Марко), 044,  048,  059,  068,  071 ,  073,  075,  076,  077, 081, 083, 085, 087, 088, 089, 091 , 093 (окрім Дій), 094, 096, 098, 0101, 0102, 0108, 0111, 0114, 0129, 0142, 0155, 0156, 0162, 0167, 0172, 0173, 0175, 0181, 0183, 0184, 0185, 0201 , 0204, 0205, 0207, 0223, 0225, 0232, 0234, 0240, 0243, 0244, 0245, 0247, 0254, 0270, 0271, 0274.

## Особливості Александрійського тексту
Александрійський тип тексту готувався досвідченими редакторами, вихованими на наукових традиціях Александрії.
На думку багатьох сучасних дослідників, це найкращий тип тексту.